# Parasitalces vulneratus
Parasitalces vulneratus är en insektsart som först beskrevs av Bruner, L. 1920.  Parasitalces vulneratus ingår i släktet Parasitalces och familjen gräshoppor. Inga underarter finns listade i Catalogue of Life.